# Hermes da Fonseca
Hermes Rodrigues da Fonseca, brazilski general, * 12. maj 1855, Sáo Gabriel, Rio Grande do Sul,  † 9. september 1923, Petrópolis, Rio de Janeiro.
Bil je predsednik Brazilije med letoma 1910 in 1914.